# 高松市の経済
高松市の経済（たかまつしのけいざい）は香川県高松市の経済に関する項目である。

## 概要
高松都市圏の中心都市であり、都市雇用圏人口約84万人（2005年国勢調査基準）で四国最大の都市圏を形成している。
中央官庁や、大企業の四国を統轄する出先機関が市内に集中するため高松市は「支店経済都市」とも呼ばれる。
高松市の卸売業の販売額は約1兆5567億円であり、四国第1位であるほか中国・四国地方でも岡山市に次いで第3位の規模である。その占める割合は香川県で約80%、四国全体で約33%といずれも四国地方で最大シェアを持つ都市である。ただし、小売業の販売額は人口規模相応の約6115億円と広島市、岡山市を下回って中四国第3位である。
その卸売業と小売業を足した「年間商品販売額」は約2兆1683億円であり、これも中四国第3位である。シェアも香川県の約70%、四国全体の約26%を占め、四国地方における経済・物流の拠点都市となっている。

## 商業
高松市の商業は都市圏全体に対して商業力を持つ。内買率で見ると全商品部門（飲料品、家庭用品、美容健康用品、衣料身回品、余暇用品）で軒並み90%前後であり、また全ての買回性商品で大量の購買力が市外から流入している。最も流入が多い商品である衣料身回品においては、特に市の東・南方面を中心に県下全域から吸引している。
ただし、その集客力の最大要素はゆめタウン高松などの郊外型大型商業施設であり、市内の商店街を大きく上回っている。

### 主要商業地区
商業集積地区 - 2004年度年間販売額（事業所数、従業員数、売場面積）
- 本町・内町・丸の内地区（高松三越など） - 290億2800万円（21所、586人、23,815m2）
- 丸亀町商店街 - 90億8700万円（82所、441人、11,494m2）
- 常磐町商店街 - 199億3600万円（65所、533人、35,968m2）
- ゆめタウン高松 - 271億7500万円（89所、947人、40,057m2）
- レインボー・サンフラワー地区 - 208億7300万円（63所、910人、29,679m2）
- 屋島西町地区（パワーシティ屋島など） - 117億9000万円（54所、608人、24,102m2）

### 商店街
高松市中心部では商店街が発達しており、市内8つの商店街（兵庫町、片原町西部、片原町東部、丸亀町、ライオン通り、南新町、トキワ街、田町）の総称を「高松中央商店街」と言う。商店街のほぼ全てを覆うアーケードの総延長は約2.7kmで、これはアーケードの総延長としては日本一である。また、同商店街にあるドームも日本一の高さとなっている。約800の小売店や飲食店が軒を連ねている。
近年では他の地方都市と同様に、郊外の大型ショッピングセンターやロードサイド店舗に消費者が流出し、核店舗が撤退するなどといった状況が発生している。このため、現在は丸亀町、高松三越周辺において大規模な再開発事業が始まっており、商店街の起爆剤として期待されている。尚、1990年代までは多くの店鋪が高松三越の定休日（月曜日）に合わせて定休日を設定していた。現在でも、月曜日を定休日とする店鋪は半数ほどに上る。

### 百貨店
高松三越が立地しており、香川県内唯一の百貨店である。1967年（昭和42年）に建て替えのため一時閉店したため、現在の本館が開業する1968年（昭和43年）までの約1年間、市内に百貨店が存在しない状態となっていた。
コトデン瓦町ビルには、1997年4月からコトデンそごうが入居していたが、そごう本体の経営破綻に伴い2001年4月に閉店した。同年9月より高松天満屋が後継テナントとなったものの、他の商業施設との競争激化等により2014年3月限りで閉店し、高松市内の百貨店は再び三越1店のみに戻っている。コトデン瓦町ビルには2015年10月に、専門店を集めた形の「瓦町FLAG」が新装オープンした。

### スーパーマーケット
市内にはスーパーマーケットが数多く存在しており、主に県外客の多い大型ショッピングセンターに対し、市民の台所として賑わっている。また、四国各県の代表的なスーパーマーケットがすべて揃っていたのが特徴であったが、四国勢の現況についてはサニーマートの撤退(2014年11月)やフジ・マルナカのイオン傘下入り以降の紆余曲折などもあり、その一角が崩れることとなった。
2007年（平成19年）、2008年（平成20年）ごろから他県のスーパーマーケットチェーンの出店も相次いでおり、県内資本のスーパーマーケットとの競争激化が始まっている。
また、市内には大型ショッピングセンターの出店が進み、近年は特に郊外において、24時間営業のスーパーや郊外型複合店舗の出店が相次いでいる。
- マルヨシセンター
- フジ（本社：広島市）
  - フジ
  - マルナカ
  - ザ・ビッグ
- キョーエイ（本社：徳島市。空港店の1店舗のみ）
- ラ・ムー（大黒天物産、本社：倉敷市）
- ハローズ（本社：福山市）
- 新鮮市場きむら[3]
- エブリィ（本社：福山市）

なお、シジシージャパン加盟社はない（加盟社がないのは香川県のみ）。

### コンビニエンスストア
市内で店鋪を展開しているコンビニエンスストア（2021年8月現在）
- ローソン
- ファミリーマート
- ミニストップ
- デイリーヤマザキ
- セブン-イレブン
  - このうち、サンクスはかつて「株式会社サンクスアンドアソシエイツ東四国」（現：アイル・パートナーズ株式会社）のエリアフランチャイズで、唯一の県内資本のコンビニであった（サークルKを運営していたサークルケイ四国株式会社（2017年2月解散、事業はファミリーマートに承継）は愛媛県松山市が本社）。以前はミニストップもJR四国との合弁だったが、他チェーンとの競争に敗れた上、親会社のJR四国も経営危機に陥った事から、2004年（平成16年）にJR四国はミニストップを手放すこととなった。かつてはココストアもあったが、すでに高松市からは完全撤退、香川県全体でも2006年（平成18年）の秋、宇多津町にあった最後の店舗が撤退し、（現在同店舗はデイリーヤマザキになっている）四国から全面的に撤退した。
  - 市内への進出が最も早かったのはローソンで、1990年代前半までは市内のコンビニエンスストアはローソンのみであった。
  - コンビニ業界最大手の内、これまで出店していなかったセブン-イレブンは2013年3月に出店しており、サンクスアンドアソシエイツ東四国が同年1月でサークルKサンクスとの契約が満了したのを機にセブン-イレブンへ鞍替えした。このことでサークルKサンクスと訴訟となっていたが、解決金を支払うことなどで和解した。この結果、2012年12月末時点で高松市内でサンクスアンドアソシエイツ東四国が展開していた19店舗のうち5店舗がサークルKサンクスとの契約に切り替え（その後本部直営化）、サンクスの消滅は免れたが、四国内のサンクスはサークルKにブランド統一されることとなり、2015年8月までに転換され、サンクスは消滅した。このことがあってか、2014年2月に香川大学正門前店が開業するまで高松市内では中央通り・空港通りから西（通り沿いは除く）にはサンクスからの転換店の一つである高松中央町店を除き、セブン-イレブンは1店舗もなかった。スリーエフについては香川県に出店しないまま四国から撤退した。
  - 四国内でも有数のコンビニ激戦区となっており、頻繁に新店舗の開店と既存店舗の閉店が繰り返されている。特に2001年（平成13年）にファミリーマートが進出した際には、先に店舗展開していたミニストップ・ポプラ・デイリーヤマザキが大打撃を受け、大幅に店鋪数を減らす事となった。一部コンビニチェーンが積極的に店舗網を拡大し続けている中でセブン-イレブンが進出してきたことから、今後更にコンビニ間での競争が激化することは避けられない。2012年9月に合併前の市域に再進出したポプラも、1年で閉店している。ポプラは市内に最後まで残っていた綾歌国分店が2015年1月27日に閉店し（四国全体でも同年2月6日の綾南町陶店の閉店をもって）、完全撤退した。
  - また駐車場のスペースを多くとる新規店舗が目立つ。これは県内外からの物流トラックの往来が多いためで、10トンクラスのトレーラーも駐車可能の店舗もある。

### 大型ショッピングセンター
香川県内最大規模のショッピングセンターであるゆめタウン高松は、香川県内のみならず、徳島県北部からも消費者を集めている。年間来客数は約1300万人。また、イズミグループのゆめタウン全店の中でもトップクラスの売上高で、2005年（平成17年）の売上はイズミ全店の中で1位となっている。
2005年（平成17年）11月27日のダイエー屋島店の閉店により、全国チェーンのショッピングセンターはサティのみとなっていた。しかしながら、2000年（平成12年）2月に県内の他地域に数店舗を残し高松市から撤退していたイオンが再進出を発表。
2007年（平成19年）4月26日には、高松市香西本町の埋立地に「イオン高松ショッピングセンター（現・イオンモール高松）」が開業した。これらを始めとして高松市内には多数の大型店舗が立地しているが、そのほとんどは高松市以外を拠点とするショッピングセンターで、地元の資本で最も店舗面積を占めるのは「パワーシティ」を運営するマルナカである。
また、イオンによるショッピングセンターの出店やゆめタウン高松の増床など、大型ショッピングセンターや複合型ショッピングゾーンの建設が相次いでおり、中心市街地の衰退に今後より拍車がかかるのではないか、香川県内がオーバーストア状態になるのではないか、最終的に共倒れになるのではないか、など多くの意見が多方面から出されている。
高松市における商業施設の床面積別順位
1. ゆめタウン高松（11万7000m2）
2. イオンモール高松（10万7138m2）
3. 瓦町FLAG（8万3000m2）
4. イオン高松東店（4万7000m2）
5. 高松三越（3万2000m2）
6. 西村ジョイ屋島店（3万1000m2）
7. ケーズデンキ高松本店（2万0000m2）
8. パワーシティ屋島（1万6000m2）
9. パワーシティレインボー（1万4000m2）

### 映画館
1980年代には一般館9館、成人館2館を数えたが、1999年（平成11年）に高松サティ（現イオン高松東店）内に併設されたワーナー・マイカル・シネマズ高松（現イオンシネマ高松東）が開業したことで一般系の閉館が相次ぎ、2004年（平成16年）には邦画各社の系列館がすべて閉館した。これらが集中していた常磐町商店街は高松中央商店街の中でも大きく衰退したとされる。
また相次ぐ映画館の閉館に伴い、成人館だった高松大映は2001年（平成13年）にミニシアター系の一般館に変更、同じビルのホールソレイユに合わせてソレイユ2と改名している。（ホールソレイユは2010年（平成22年）2月から一時休館していたが、2013年（平成25年）1月26日に再オープンしている。）
これによって成人館はにっかつ（当時）がロマンポルノから配給脱却し他社(新東宝など)作品配給も上映可能とした成人映画専門館「ロッポニカ高松」の1館のみとなっている。
かつて存在していた映画館
- 高松東宝・スカラ座（末期に高松東宝は分割され高松東宝2／3、スカラ座は高松東宝1） - 跡地は建て替えられてビジネスホテル（スーパーホテル）・イタリアンレストラン（グラッチェガーデンズ）・ドラッグストア(セガミ)が入居
- 高松東映（セントラル高松1） - 入居していた旧ダイエー高松店→OPAごと閉鎖された。跡地のオープン・スペースはイベント広場等に利用されているが、建物を含めた本格的な再利用計画は未定。
- 高松松竹（セントラル高松2） - 現在ライブハウス「高松DIME（ダイム）」として活用されている。
- OSライオンカン - 跡地はマンションとなり、名称の中に「ライオンカン（ライオン館）」が残された。
- グランド松竹・グランド劇場 - 跡地はコインパーキング
- 玉藻劇場 - 現在は高松三越の新館が建っている
- 高松大劇パラス

## 企業
高松市には四国電力やJR四国などのブロック公企業や、全国企業の四国支社がそれぞれ集中し、四国地方で最も経済基盤の強い都市であると同時に同地方における経済活動の中心都市となっている。
私企業では穴吹工務店（現在は大京傘下）やセシール（現在はニフティの子会社）、宮脇書店、タダノなど全国展開を行う企業が多く存在し、それらの企業では現在でもグループ会社を含めほとんどが市内に本社を置いている。その他、四国・山陽・関西を地盤とする企業も複数存在し、代表例としては穴吹興産やマルナカ（現在はイオングループ傘下：四国外では兄弟会社の山陽マルナカが展開）、小野などがある。
市内に本社を置く主な企業
※太字は上場企業
| 建設 - 穴吹興産 - 穴吹工務店 - カナック - 四電工 製造 - アオイ電子 - 讃陽食品工業 - タダノ - 南海プライウッド - 中央食品 - ずゞや | 電気・ガス - 四国電力 情報通信 - STNet - 西日本放送 - 瀬戸内海放送 - エフエム高松 運輸 - 宇高国道フェリー - カトーレック - 四国旅客鉄道（JR四国） - 高松エクスプレス - 高松琴平電気鉄道（ことでん） - ことでんバス | 卸売・小売 - アイジェイホールディングス - 小野 - 幸燿 - 光洋プロダック - 真田嘉商店 - 四国アルフレッサ - セカンドストリート - 翼 - セシール高松オフィス - ビッグ・エス - マルヨシセンター - マルナカ - 宮脇書店 - ロッキー - 西村ジョイ | 金融・保険 - 香川県信用組合 - 香川証券 - サンライフ - 四国労働金庫 - 高松信用金庫 - トモニホールディングス - 香川銀行 - 百十四銀行 サービス - カマタマーレ讃岐 - クリエアナブキ - 国方防虫化学 - セーラー広告 - トーカイ - テクノ - ティーネットジャパン |

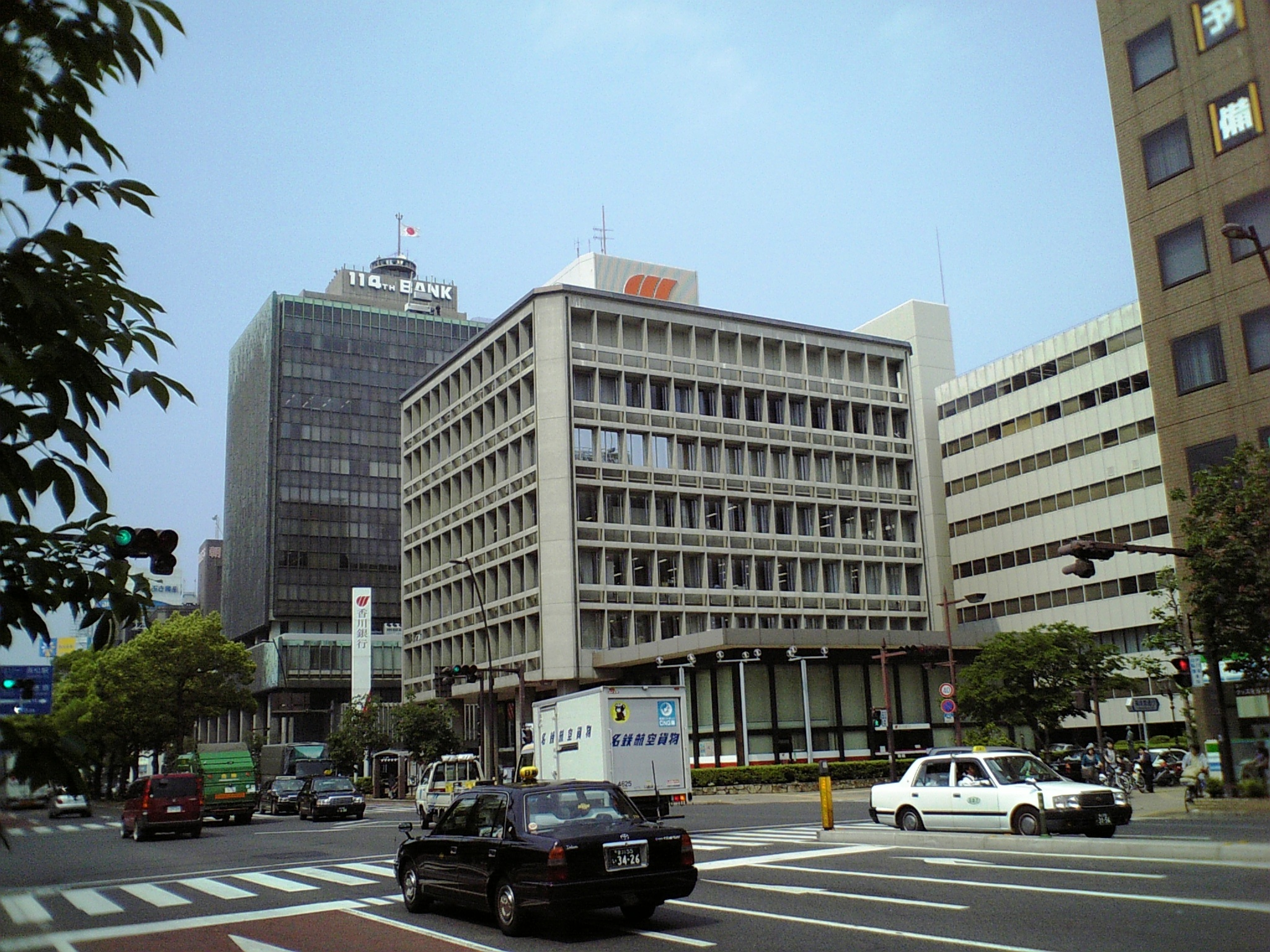
百十四銀行と香川銀行の本店は隣接している
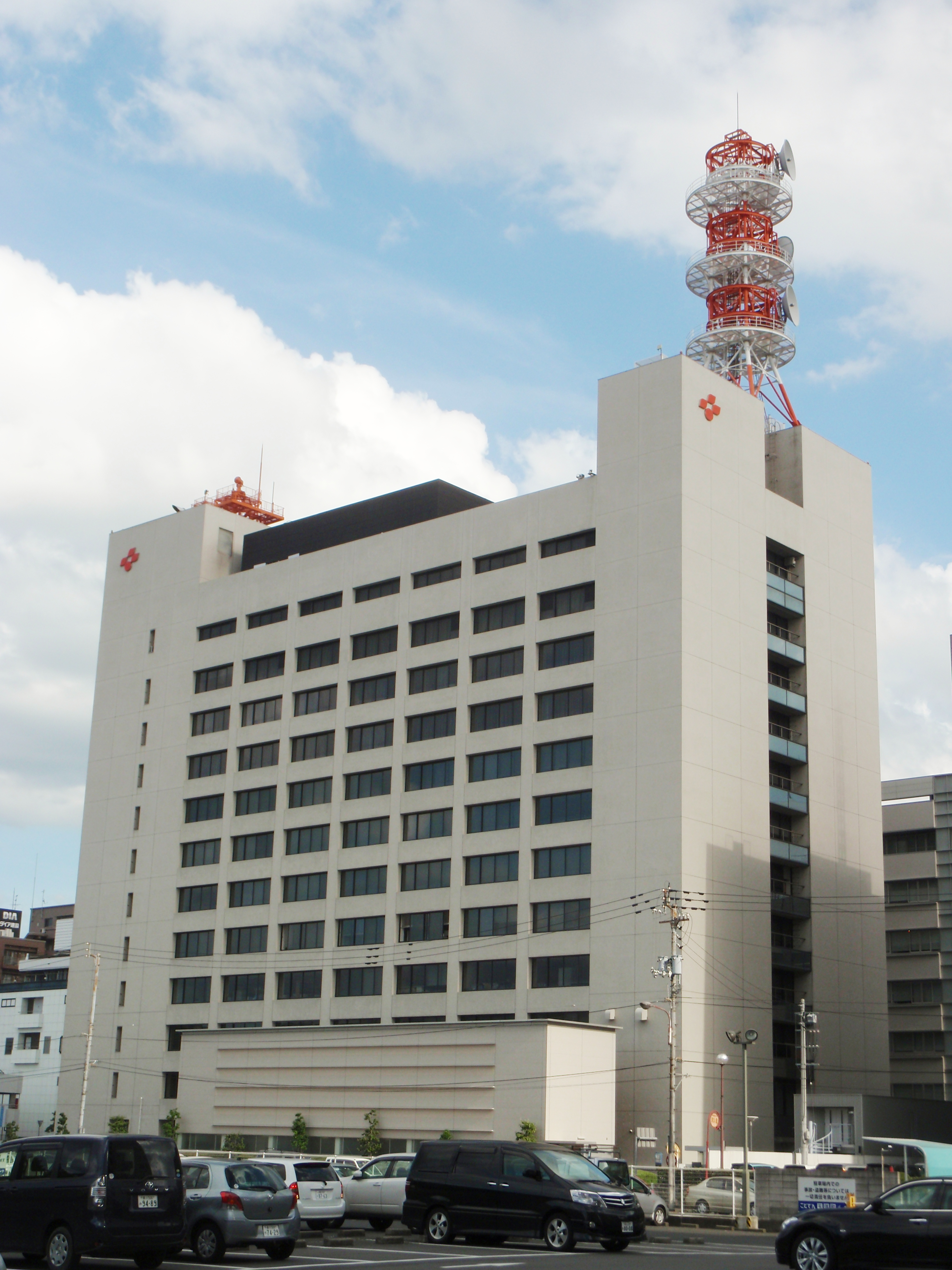
四国電力本社
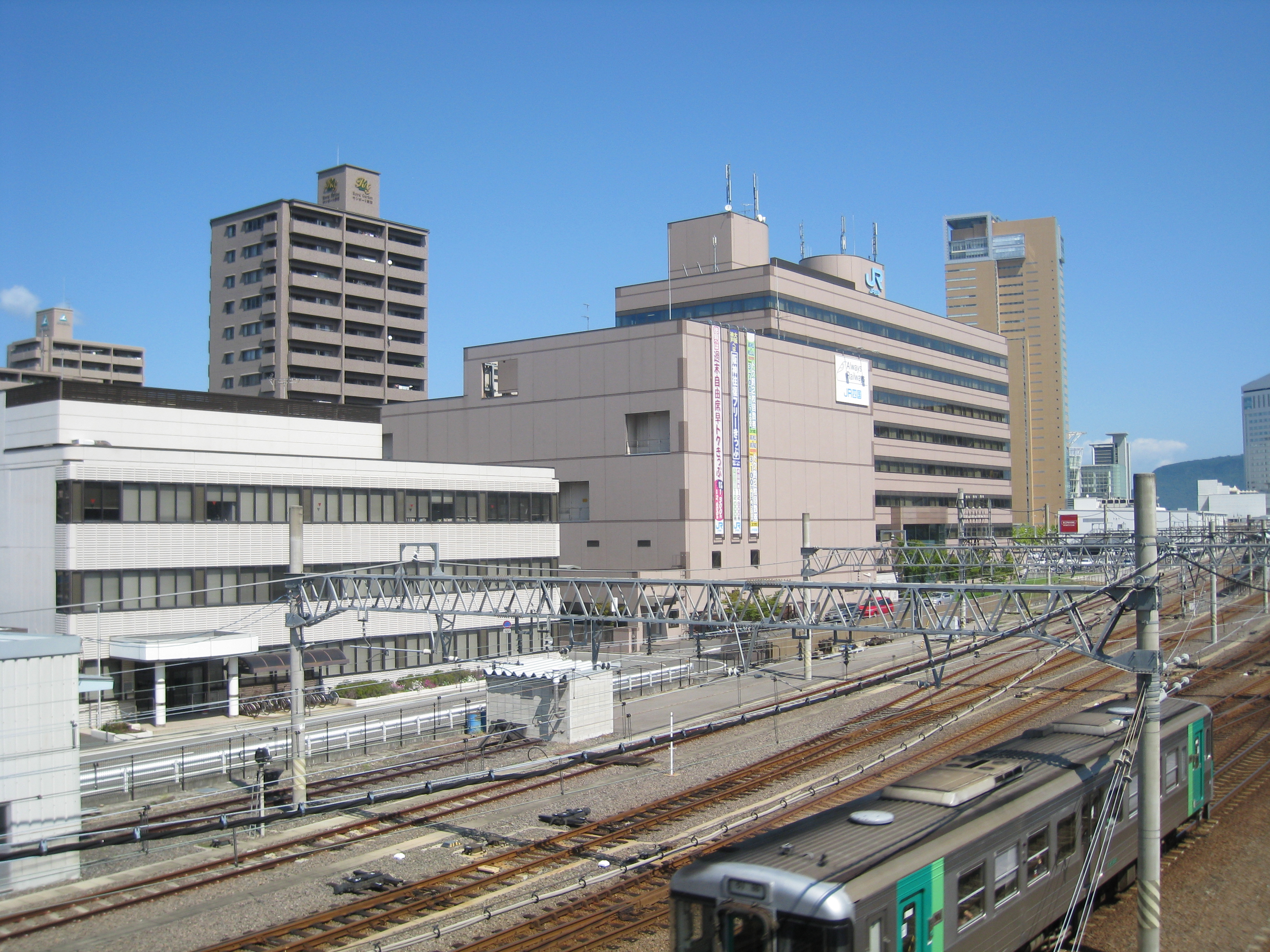
四国旅客鉄道本社

## 本支店を置く主な金融機関
百十四銀行をメインバンクとしている香川県内企業の割合は45％、次いで香川銀行17％、高松信用金庫8％と続き、４位に岡山県に本店が所在する中国銀行7％が入っている。なおメインバンクとする企業が10社以上増えたのは百十四銀行のみ。また百十四銀行は四国の他の3県でも10位以内、香川銀行は愛媛県・徳島県で10位以内にランキングされている。四国全体では百十四銀行が２位、香川銀行が６位、メインバンクとするのがほぼ香川県内の企業ながら中国銀行は四国内11位である。。
地方銀行
- 百十四銀行本店営業部および20支店
- 香川銀行本店営業部および19支店（トモニホールディングス傘下）
- 中国銀行高松支店・高松南支店・高松東支店・川東支店・国分寺支店
- 徳島大正銀行高松支店（トモニホールディングス傘下）
- 阿波銀行高松支店
- 伊予銀行高松支店・高松東支店
- 愛媛銀行高松支店
- 四国銀行高松支店・伏石支店
- 高知銀行高松支店

都市銀行（メガバンク）・旧長信銀
- 三菱UFJ銀行高松支店
  - 前身行である旧東京三菱銀行高松支店（→高松中央支店）、旧UFJ銀行高松支店（→高松支店）のどちらも置かれていた。店舗は旧東京三菱銀行の建物にある。
  - 高松支店は2007年3月12日に高松中央支店の建物に移転したが、以降は高松中央支店を高松支店内のブランチインブランチとしたため新規契約は高松支店に一本化されている。
- みずほ銀行高松支店｀
  - 前身行である旧第一勧業銀行高松支店、旧富士銀行高松支店、旧日本興業銀行高松支店の全てが置かれていた。店舗は旧日本興業銀行の建物にある。
- 三井住友銀行
  - 前身行としては旧さくら銀行高松支店のみが置かれていた。
- あおぞら銀行

※ 旧東京三菱銀行・旧富士銀行・旧さくら銀行は、四国唯一の支店であった。唯一市内に存在しない都市銀行としてはりそな銀行があるが、かつてはその前身行である大和銀行と協和銀行の店舗が立地していた。ただし、大和銀行高松支店は開設から撤退まで10年に満たない短命であり、なおかつ空中店舗であったため、存在自体を知らない高松市民は少なくなかった。
信託銀行
- 三菱UFJ信託銀行（旧三菱信託銀行のみ）
- 三井住友信託銀行（旧三井信託銀行→旧中央三井信託銀行のみ）

政府系金融機関など
- 日本政策金融公庫高松支店
- 日本政策投資銀行四国支店
- 商工組合中央金庫高松支店
- 農林中央金庫高松支店
- 住宅金融支援機構四国支店
- ゆうちょ銀行高松店（松山支店高松出張所）高松中央郵便局舎内に出店

中央銀行
- 日本銀行高松支店

撤退した金融機関
- 協和銀行高松支店：高松市兵庫町11番地6 - 1916年（大正5年）4月1日〜1978年（昭和53年）3月19日[8]
- 東邦相互銀行高松支店：高松市中新町2番7号 真辺ビル2階
- みどり銀行高松支店：高松市磨屋町9番地2 - 1950年（昭和25年）9月28日〜1999年（平成11年）1月11日[9]
  - 兵庫相互銀行時代に高松相互銀行を合併した関係で県内に多くの支店があったが、兵庫銀行となった後に経営破綻、その受け皿として設立しされたみどり銀行も2次破綻した結果、阪神銀行に救済合併されてみなと銀行となり、県内に最後まで残った高松支店も合併直前に廃止し神戸営業部に統合している。
- トマト銀行高松支店：高松市寿町二丁目3番11号 高松丸田ビル1階 - 1987年（昭和62年）4月〜2001年（平成13年）1月4日[10]
  - 瀬戸大橋開通を翌年に控えバブル景気に沸いていた1987年に開店したが、年数の経過とともに高松と本店所在地の岡山を跨いだ顧客のニーズが減少したため廃止し児島支店に統合。
- 大和銀行高松支店：高松市兵庫町8番地1 日本生命高松兵庫町ビル3階 - 1992年（平成4年）10月27日[11]〜2002年（平成14年）4月
- 新生銀行高松支店：高松市丸亀町13番地2 丸亀町商店街ビル1階
  - 2018年（平成30年）6月30日に本店（東京都中央区）の建物に移転の上、タカマツ支店に改称したが、以降はタカマツ支店を本店内のブランチインブランチとしたため新規契約は本店に一本化されている。

## 産業
- 特産品：うどん（讃岐うどん）、盆栽（鬼無）、石材（庵治石）
- 上記以外の伝統工芸品：香川漆器、讃岐提灯、高松和傘